# Badwater-medence
A Badwater-medence (ejtsd: bedvótö, angolul Badwater Basin, magyarul am. „rossz víz”) egy lefolyástalan, kopár, sík terület az Amerikai Egyesült Államokban, Kaliforniában, Inyo megyében, a Death Valley Nemzeti Park területén.
Innen indul az évenként megrendezett Badwater-ultramaraton, mely 217 km-es, igen nehéz körülmények között zajló futóverseny.

## Földrajza

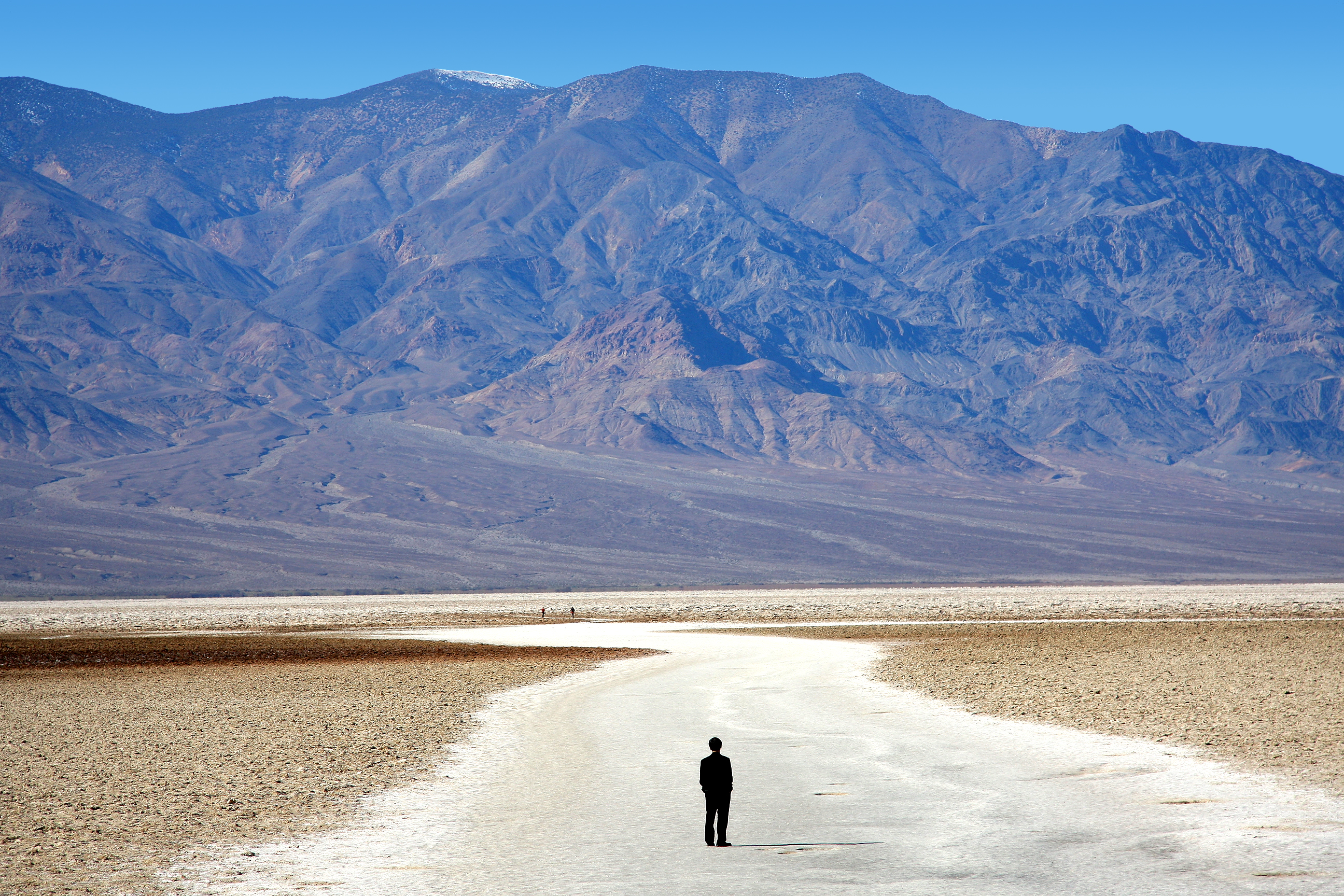
Badwater-medence

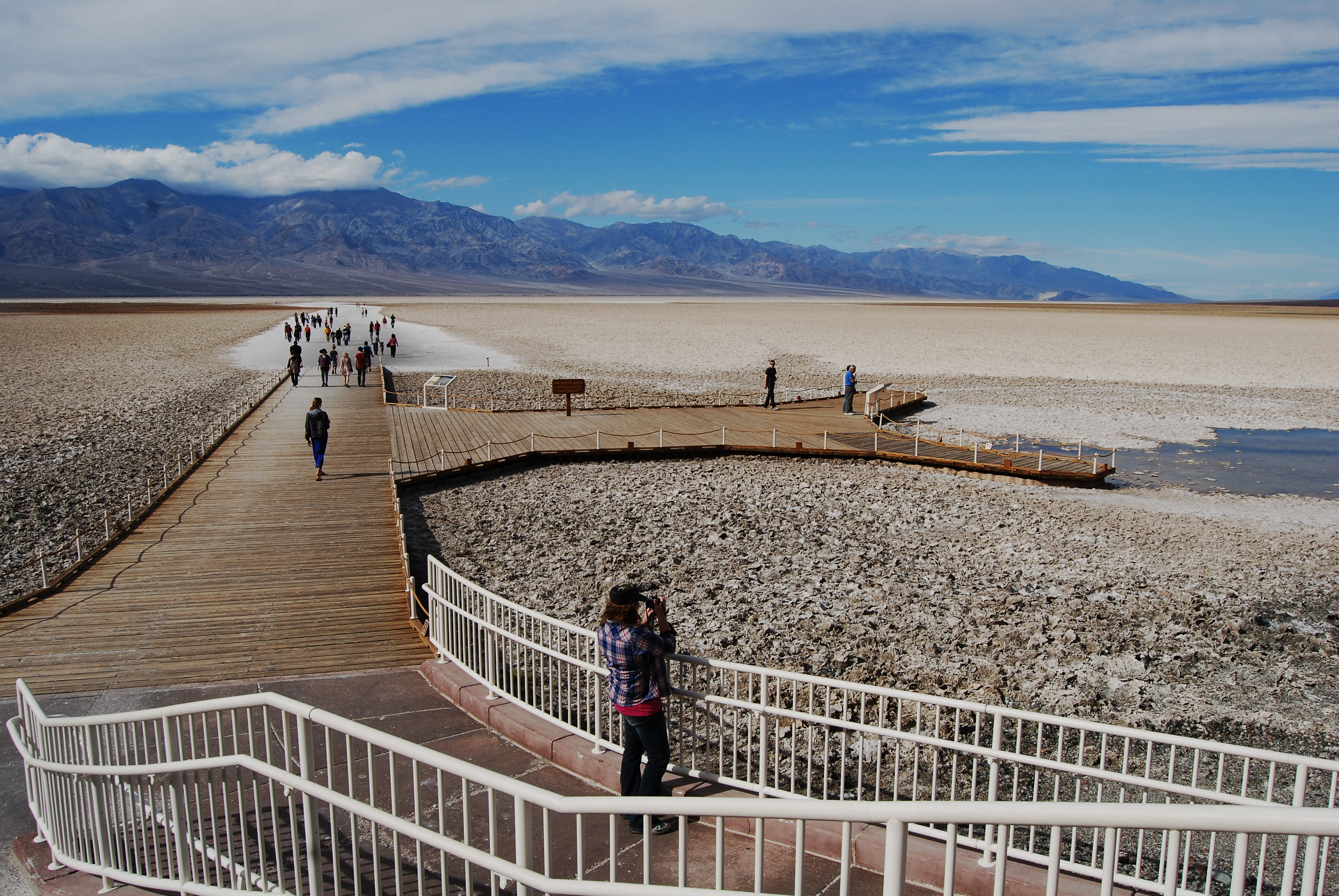
Badwater-medence

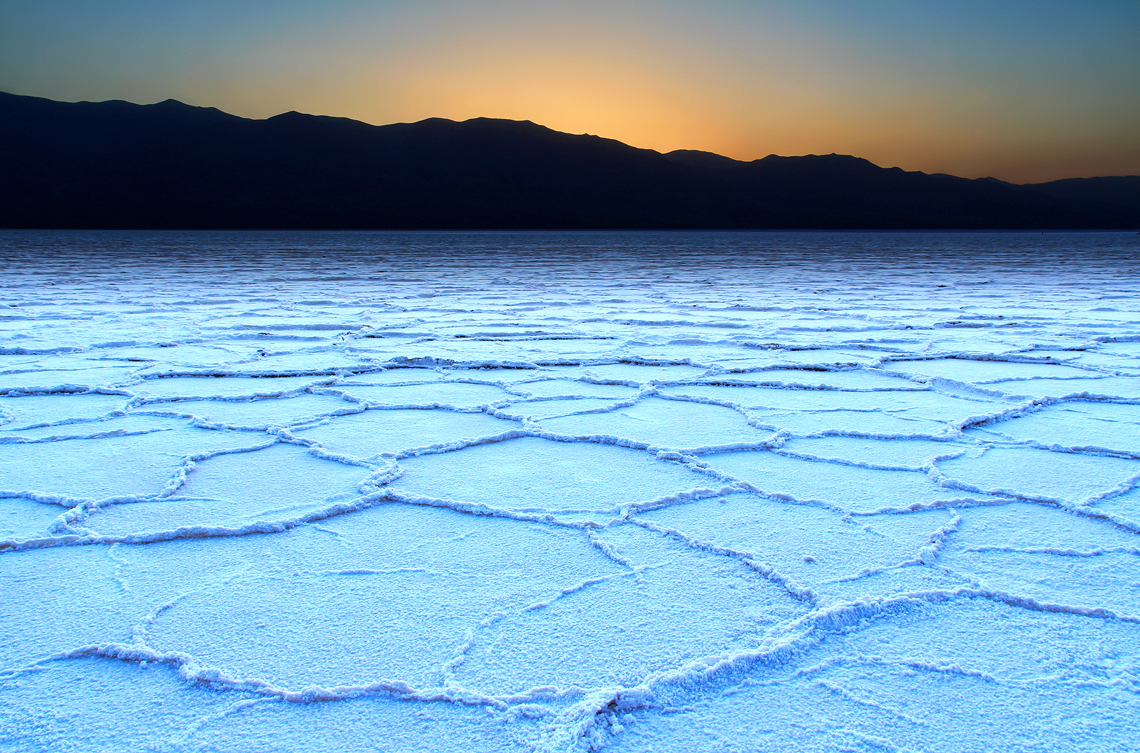
Hexagonális sós felület

Esetenként időszakos tó alakul ki benne. A tóhoz közel (néhány kilométer) található az USA legmélyebben fekvő pontja (–86 m).
A Badwater-medencében egy kis forrás táplálta tó található, mely igen sós, és többször eltűnik a szárazság miatt. Egy korai felfedezőtől származik a medence neve, mivel a kis tó vizét megkóstolta és igen sósnak találta, a víz ihatatlan, ezért mondta: „ez a víz rossz” (bad).
A tó körül van némi élet: a salicornia sótűrő alacsony bokorféle, vízi rovarok, és a Badwater-csiga megélnek itt.
A tavacska mellett, ahol nincs mindig víz a felszínen, az ismétlődő párolgás vékony, hatszög alakú, méhsejtszerkezetű sóalakzatokat formál.
Időnként heves esőzés önti el a medencét, mely befedi a sós felületet, de ez az állapot nem tart sokáig, mert igen erős a Nap sugárzása, és elpárologtatja a vizet. Itt a legerősebb a párolgási potenciál az Egyesült Államokban. Amikor a vékony vízréteg elpárolog, a feloldott só újra kikristályosodik. A turisták számára jelzőtábla mutatja a tengerszintet.

## Kialakulása
A holocén idején nem volt ennyire száraz a klíma ezen a tájon. A közeli hegyekből lezuduló víz feltöltötte a Death Valley-t és egy 130 km hosszú tó alakult ki, ennek maradványa a mai Lake Manly. A nedves időjárás a klíma melegedésével megváltozott, az eredeti nagy tó egyes részei kiszáradtak, összezsugorodtak és  a feloldott sók hátramaradtak, melyek ma a Badwater-medencében helyenként 8 –152 cm vastag sóréteget alkotnak.

## Fordítás
Ez a szócikk részben vagy egészben  a   Badwater Basin című angol Wikipédia-szócikk ezen változatának fordításán alapul.  Az eredeti cikk szerkesztőit annak laptörténete sorolja fel. Ez a jelzés csupán a megfogalmazás eredetét és a szerzői jogokat jelzi, nem szolgál a cikkben szereplő információk forrásmegjelöléseként.

## Külső hivatkozások
- Elevations and Distances in the United States – Usgs.gov (angolul)